# Infrastructuur

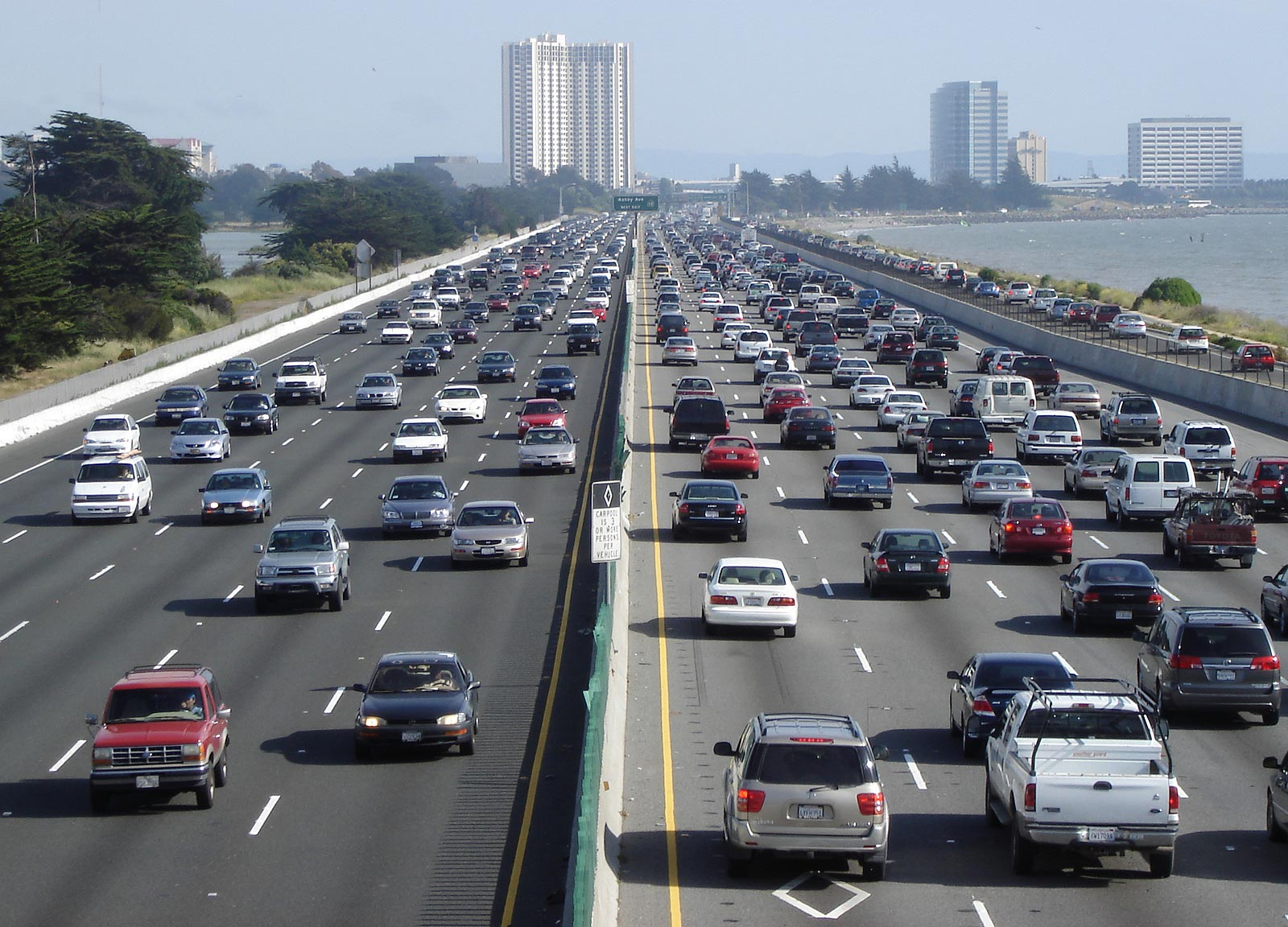
Autosnelwegen, onderdeel van de verkeersinfrastructuur

Een infrastructuur is het geheel van voorzieningen dat nodig is om een land of organisatie, zoals een bedrijf of een instelling, goed te laten functioneren. Deze voorzieningen hebben de volgende basiskenmerken:
- ze zijn tot op zekere hoogte blijvend of voortdurend beschikbaar;
- ze functioneren in belangrijke mate onafhankelijk van specifiek gebruik;
- ze zijn bestemd voor algemeen en gemeenschappelijk gebruik.

In veel gevallen is een overheid verantwoordelijk voor de infrastructuur voor een land of regio. In Nederland is het Rijk verantwoordelijk voor de aanleg van rijkswegen en spoorlijnen en grote bouwwerken, voor onderzoek en onderwijs, en voor de ziekenhuiszorg. Bekabeling voor transport van elektriciteit en data zijn vaak in particuliere handen. Provincies en gemeenten hebben verantwoordelijkheden voor de lokale verkeersinfrastructuur, inclusief het lokale openbaar vervoer. Gemeenten zijn ook verantwoordelijk voor een belangrijk deel van de gezondheidszorg. Waterschappen hebben het kwalitatieve en kwantitatieve waterbeheer als belangrijkste taken. De Europese Unie eist dat infrastructuren op elkaar aansluiten, wat bijvoorbeeld zichtbaar is in de op elkaar lijkende verkeersborden en -tekens op het Europese wegennet.
De infrastructuur van organisaties wordt gewoonlijk door die organisaties zelf gedragen. Organisaties maken natuurlijk ook gebruik van infrastructuren die door overheden worden aangeboden.

## Specifieke infrastructuren
Infrastructuur is een algemeen begrip. Vaak wordt een specifieke infrastructuur bedoeld. Voorbeelden zijn:

### Verkeersinfrastructuur
De verkeersinfrastructuur omvat voorzieningen voor verkeer en vervoer, zoals het wegennet, spoorwegen, vliegvelden, waterwegen en havens, bekabeling, riolering, kabelverbindingen voor telefoonverkeer en datacommunicatie, het drinkwaterleidingnet, enzovoorts.

### Waterbeheer
Het geheel van voorzieningen voor het waterbeheer als dijken, watergangen, gemalen, afvalwaterzuiveringsinstallaties, enzovoorts, wordt wel de natte infrastructuur genoemd. Voorzieningen voor vervoer over water worden zowel gerekend tot de natte infrastructuur als tot de verkeersinfrastructuur.

### ICT-infrastructuur
De ICT-infrastructuur omvat ICT-voorzieningen voor dataopslag; datacommunicatie zoals computernetwerken, waaronder het internet; voorzieningen voor beveiliging en de apparatuur en programmatuur die voor dit alles nodig is. Bij organisaties worden bedrijfsdata soms ook tot de ICT-infrastructuur gerekend.

### Kennisinfrastructuur
Kennisinfrastructuur zijn de structurele voorzieningen die zijn gericht op het genereren en verbreiden van kennis. Voorbeelden hiervan zijn onderzoek van universiteiten en bedrijven, (universitair) onderwijs, bibliotheken en kennisbanken. Ook het aanwezige kennisniveau van de bevolking van een stad of regio, met name van de werknemers, wordt gewoonlijk onder kennisinfrastructuur begrepen, evenals specifieke afspraken over kennisontwikkeling en kennisverspreiding, en specifieke financiering daarvan.

### Gezondheidszorginfrastructuur
De infrastructuur van de gezondheidszorg bestaat uit het netwerk van artsen, apotheken en andere zorgaanbieders, inclusief ziekenhuizen en tehuizen. Ook de basale voorzieningen voor de water- en voedselvoorziening, riolering en onderwijs worden vaak tot de gezondheidszorginfrastructuur gerekend.

### Digitale infrastructuur
Digitale infrastructuur omvat de netwerken, internet exchanges, ISP's, datacenters, hosting en cloud opslag en computing, en het domeinnaamsysteem (DNS). De sector digitale infrastructuur bestaat uit organisaties en bedrijven die deze diensten beheren en leveren. De digitale infrastructuur  verbindt consumenten en bedrijven en maakt de online samenleving mogelijk.